# مزرعه میرزامحمدعلی
مزرعه میرزامحمدعلی روستایی در دهستان دهشیر بخش مرکزی شهرستان تفت استان یزد ایران است.

## جمعیت
بر پایه سرشماری عمومی نفوس و مسکن در سال ۱۳۹۵ جمعیت این روستا ۵۵ نفر (۲۲خانوار) بوده‌است.